# Cosma Orsini
Cosma Migliorati Orsini, O.S.B. (Roma, cerca de 1420 – Bracciano, 21 de novembro de 1481) foi um cardeal beneditino italiano da Igreja Católica, que foi arcebispo da Trani.

## Biografia
Filho de Gentile Migliorati, dos signori de Fermo, e de Elena Orsini, patrícia veneziana e nobre romana, irmã do cardeal Latino Orsini (1448), era primo do cardeal Giovanni Battista Orsini (1483). Ele também é listado como Cosimo. A família Orsini deu à Igreja vários papas, como Celestino III (1191-1198); Nicolau III (1277-1280); Bento XIII (1724-1730). Também foram cardeais da família Matteo Rosso Orsini (1262), Latino Malabranca Orsini, O.P. (1278), Giordano Orsini (1278), Napoleone Orsini (1288), Giovanni Gaetano Orsini (1316), Matteo Orsini, O.P. (1327), Rinaldo Orsini (1350), Giacomo Orsini (1371), Poncello Orsini (1378), Tommaso Orsini de Manoppello (1383?), Giordano Orsini, iuniore (1405), Latino Orsini (1448), Franciotto Orsini (1517), Flavio Fulvio Orsini (1565), Alessandro Orsini (1615), Virginio Orsini, O.S.Io.Hieros. (1641) e Domenico Orsini d'Aragona (1743).
Pouco se sabe sobre sua educação e juventude; sabe-se que ingressou na Ordem de São Bento. Foi abade nullius do mosteiro beneditino de Santa Maria di Farfa a partir de 8 de agosto de 1477.
Em 1 de abril de 1478, foi eleito arcebispo de Trani.
Foi criado cardeal pelo Papa Sisto IV no Consistório em 15 de maio de 1480, recebendo o título de cardeal-presbítero de São Sisto; o chapéu vermelho foi entregue na Basílica de São Pedro em 3 de junho do mesmo ano, momento em que optou pelo título de Santos Nereu e Aquileu.
Morreu em 21 de novembro de 1481, em Bracciano. No dia seguinte, foi transferido para a abadia de Santa Maria di Farfa e foi sepultado em um mausoléu de mármore.